# Plan B (rapper)
Plan B, pseudonimo di Benjamin Paul Ballance Drew, detto Ben (Londra, 22 ottobre 1983), è un cantante, rapper e attore britannico originario del quartiere di Forest Gate di Londra.
Plan B è inizialmente emerso come un artista hip-hop, pubblicando, nel 2006, il suo album d'esordio Who Needs Actions When You Got Words, album che è stato acclamato dalla critica.
Il suo secondo album, The Defamation of Strickland Banks (2010), conteneva, invece, brani soul e ha raggiunto la vetta della classifica degli album britannica. Ha, inoltre, collaborato con altri artisti quali Chase & Status, particolarmente per il singolo End Credits, che nel 2009, anno della sua uscita, ha raggiunto la top-ten dei singoli nel Regno Unito.
Drew ha avuto anche un discreto successo come attore, recitando nei film Adulthood (2008), Harry Brown (2009), 4.3.2.1. (2010) e The Sweeney (2012). Nel 2012, è uscito nelle sale cinematografiche il film ill Manors, di cui Drew è autore e regista, accompagnato dall'album omonimo, le cui tracce costituiscono la colonna sonora.
Inoltre ha partecipato in qualità di regista e attore alla realizzazione del film The Defamation of Strickland Banks (non ancora uscito nelle sale cinematografiche), ed ha prodotto il suo secondo album che si intitola come il film. L'album è stato pubblicato nell'aprile 2010, classificandosi al primo posto nella classifica degli album in Gran Bretagna.

## Biografia
Drew è nato e cresciuto nel quartiere di Forest Gate, nel borgo londinese di Newham. Sua madre lavorava per un'autorità locale e suo padre, Paul Ballance, negli anni settanta suonava in un gruppo punk rock, gli "Warm Jets", finché Drew non ha compiuto il quinto mese.
All'età di sei anni, il padre del rapper è "scomparso completamente".
Crescendo, Drew si sentiva come un emarginato dalla maggioranza della società:
(Plan B, The Telegraph - 15 giugno 2006)
Dall'età di undici anni, Drew ha frequentato la Scuola Anglo-Europea di Ingatestone nell'Essex. È stato successivamente trasferito presso la Tom Hood School (che è diventata, al giorno d'oggi, Buxton School) in Leytonstone, dal quale è stato espulso e quindi mandato presso l'Unità di riferimento per gli alunni Turnmarsh di Newham, per ragazzi impossibilitati a frequentare la scuola tradizionale.
Ha, alla fine, terminato i propri studi, ottenendo tre GCSE.
All'età di quattordici anni, Drew ha imparato da autodidatta a suonare la chitarra, suonando, inizialmente, i brani dei Blur e degli Oasis con amici prima di incominciare a scrivere le sue personali canzoni R&B. Diciottenne, non sentendosi più a suo agio con il R&B, ha incominciato a muovere i primi passi nella musica rap e hip-hop e ha scritto Kidz, ispirato dall'omicidio di Damilola Taylor.
(Plan B, USA Today - 15 marzo 2007)

## Carriera musicale

### 2005-2009: Inizio carriera e album d'esordio
Plan B è apparso per la prima volta con la traccia Cap Back, prodotta da DJ Wonder (precedentemente parte dei Roll Deep), inclusa nella compilation grime Run the Road (2005). Anche il suo primo singolo Kidz/Dead and Buried è stato pubblicato nel 2005, come 45 giri in edizione limitata della sua propria etichetta discografica, "Pet Cemetery Records".
Egli ha presto guadagnato un nuovo contratto discografico con la 679 Recordings e ha pubblicato il suo secondo singolo doppio lato A Sick 2 Def/No Good, filmando il suo video musicale d'esordio No Good.
Nei primi mesi del 2006, Plan B ha pubblicato il video del singolo digitale Missing Links, che, in seguito, ha dovuto essere registrato nuovamente perché non aveva ottenuto il permesso di campionatura dai Radiohead per l'utilizzo di Pyramid Song. Drew ha anche pubblicato il suo primo mixtape It's Time 4 Plan B con la pubblicazione di maggio 2006 della rivista Hip Hop Connection. Il 23 giugno 2006, Plan B ha fatto la sua prima apparizione televisiva in Later... with Jools Holland, cimentandosi in una performance della versione acustica del suo brano Mama (Loves a Crackhead). Il suo album d'esordio Who Needs Actions When You Got Words è stato registrato con la collaborazione dei produttori Paul Epworth, Fraser T Smith e the Earlies, e pubblicato il 26 giugno 2006, raggiungendo, la settimana dopo, la trentesima posizione della Official Albums Chart. L'album ha ricevuto recensioni positive da parte di parecchi critici, tra cui le 5 stelle da parte del recensore del Guardian, Alexis Petridis. Nel luglio seguente Mama (Loves a Crackhead) è uscita come singolo, diventando il primo singolo ad apparire nella Official Singles Chart, raggiungendo la posizione numero quarantuno. Nel 2006, Paul Epworth e Plan B hanno nuovamente collaborato sulla traccia More In Enough di Epic Man (Paul Epworth).

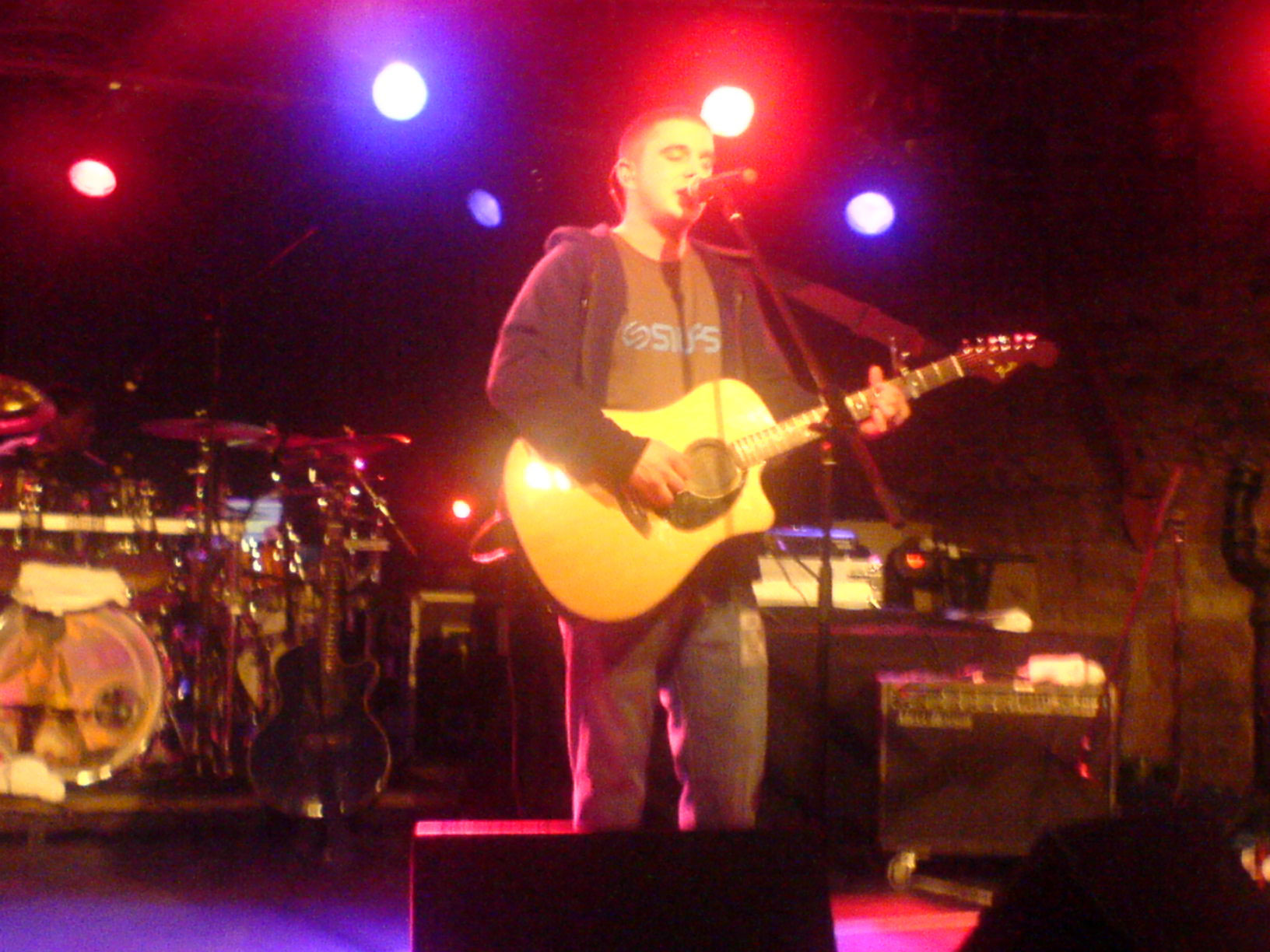
Plan B a Glasgow nel 2007

Dopo il tour del 2006 e dopo aver suonato in festival musicali come quello di Reading e Leeds, un nuovo video musicale è stato filmato per No More Eatin' in accompagnamento alla pubblicazione dell'EP Live at The Pet Cemetery EP di Plan B, il 30 ottobre 2006 (che includeva una nuova versione di No More Eatin' e due lati B). L'11 dicembre dello stesso anno è uscito un ulteriore EP Remixes (che includeva il remix di Hadouken! di No More Eatin'). Durante il suo tour di gennaio-febbraio 2007 (che includeva il supporto di artisti come Professor Green, Example, Killa Kela e Hadouken!), Drew ha pubblicato il secondo mixtape Paint It Blacker, contenente registrazioni bootleg di brani di artisti quali i Rolling Stones, Nirvana, Radiohead, Coldplay, Leonard Cohen e José González con i produttori Sem, Beni G dai Mixologists e Amir Amor. Nel 2007, Drew ha pubblicato nuovamente il brano No Good con nuovi remix, e un video musicale è stato girato per il lato B Bizness Woman (featuring il beatboxer Killa Kela). Ancora nel 2007, Plan B è apparso nei brani di altri artisti come Professor Green, Killa Kela, Skrein, Shameless e i Mitchell Brothers.
Con un ruolo di supporto nel film Adulthood (2008), Plan B ha registrato tre brani per la colonna sonora del film: End in the Streets, On It 08 con Adam Deacon e I Need Love featuring Jacob Anderson. Plan B ha inoltre partecipato al singolo Pieces di Chase & Status, che ha raggiunto la vetta della Official Dance Chart nel 2008 e si è attestato alla posizione numero settanta della Official Singles Chart. Nel 2009, Plan B ha registrato Shifty con Riz MC e Sway, che è stato cancellato dalla colonna sonora del film omonimo del 2009, in cui Riz Ahmed (Riz MC) e Daniel Mays erano gli interpreti principali. Ancora nel 2009, Drew recita nel ruolo di Noel Winters in Harry Brown, e raggiunge la Top ten hit single con End Credits, un'altra collaborazione con Chase & Status che è stata utilizzata nella colonna sonora di Harry Brown.

### 2009-presente: anni di Strickland Banks eill Manors
Il secondo album e film uscito di Plan B The Defamation of Strickland Banks è stato pubblicato il 12 aprile 2010. Il singolo principale dell'album, Stay Too Long, ha raggiunto la nona posizione della Official Single Chart. Il singolo seguente preso dall'album, Loves Goes Down, è stato accompagnato da un video musicale ufficiale in cui hanno partecipato Andy Crane, Paul Young, Abbey M. Butler, Vicky McClure e Kaya Scodelario. Il 16 novembre 2010 si è tenuta la première propria di questo singolo e del video.
Drew ha supportato Noel Gallagher nella seconda serata del suo solo show presso il Royal Albert Hall, il 26 marzo 2010, e ha suonato a Bangor al Radio 1's Big Weekend il 23 maggio 2010 sul palco del "New Music We Trust". Si è, inoltre, esibito in un duetto di I Guess That's Why They Call It the Blues con Elton John come parte di una performance dell'Elton, durante i BBC Electric Proms presso la Roundhouse di Londra, nell'ottobre del 2010.
Il 16 febbraio 2011, Drew ha vinto il premio come miglior cantante maschile britannico ai BRIT Award.
Nel marzo del 2012, egli ha rilasciato il suo singolo e video musicale Ill Manors, un brano (contenente una campionatura di Alles Neu di Peter Fox) riguardante i disordini di Londra del 2011; tale brano è stato descritto dal Guardian come "la prima grande canzone di protesta popolare in anni". Gli omonimi album e film (di cui Drew era sia autore che regista) sono stati pubblicati nel giugno del 2012, seguiti poi da tre singoli: Lost My Way, Deepest Shame e Playing with Fire.
Drew ha prodotto Pray for Love di Kwabs, pubblicata il 6 maggio del 2014.
Il suo prossimo album, intitolato The Ballad of Belmarsh, sarà una "serie di eventi" carichi di hip-hop che raffigura la storia dell'alter-ego di Plan B, Strickland Banks. In un'intervista, Drew stesso ha sostenuto di riconoscere il fatto che il prossimo album hip-hop probabilmente non avrebbe avuto lo stesso appeal o non sarebbe stato un successo come il suo precedente album soul, che ha venduto oltre 500 000 copie:
(Plan B)

## Carriera cinematografica

### Attore
Dopo essere apparso precedentemente nel corto di Iain Forsyth e Jane Pollard, Walking After Acconci (Redirected Approaches) nel 2005, il primo ruolo importate di Ben Drew in un lungometraggio è stato un ruolo di supporto (Dabs) nel film di Noel Clarke, Adolthood (2008). Il brano Kidz del rapper di Forest Gate era stato precedentemente incluso nella colonna sonora di Kidulthood (2006), che ha portato Drew a far parte del cast del sequel.
Nel 2009, Drew ha avuto un altro ruolo di supporto come Noel Winters nel film di Daniel Barber Harry Brown, di cui Michael Caine era il protagonista. Nel 2010, Drew è apparso nel film di Noel Clarke 4.3.2.1. e successivamente è stato co-protagonista, accanto a Ray Winstone, nel film The Sweeney, basato sulla serie L'ispettore Regan (in inglese The Sweeney), nel ruolo di George Carter. Il film è stato pubblicato il 12 settembre 2012 e ha raggiunto la prima posizione al botteghino.

### Regia
Drew ha espresso un certo interesse verso il mondo della regia durante i primi anni della sua carriera musicale. In un'intervista riguardo al suo primo album Who Needs Actions When You Got Words, ha detto: "Stiamo ancora pubblicizzando questo album e io ho già cominciato a lavorare sul prossimo, ma sono concentrato nella filmografia al momento. Sto scrivendo questo copione, e io voglio veramente trovare del tempo per concentrarmi su questo, sento per davvero che questo sia quello che sono destinato a fare".
Nel 2008, Drew ha diretto il suo primo cortometraggio Michelle, nel quale ha partecipato Adam Deacon e Skrein. Ha, inoltre, diretto il video musicale del brano Pieces, brano di Chase & Status con cui Plan B ha collaborato.
Drew ha cominciato la produzione del suo primo lungometraggio, Ill Manors, nel settembre del 2010. Parlando, nel marzo dello stesso anno, all'autore soul britannico Pete Lewis (Editore Deputato del premio "Blues & Soul"), Drew ha descritto Ill Manors: "Si tratta di un lungometraggio che contiene sei racconti che si mescolano insieme per fare una grande storia - e ogni mini-storia sarà rappresentata da un brano hip-hop diverso. Sarà tutto narrato da me, e sarà in realtà il contrario di The Defamation Of Strickland Banks […] Il film uscirà prima e la colonna sonora verrà dopo. E di nuovo la colonna sonora sarà un film per i non vedenti, in quanto sarete in grado di ascoltarla e vi dirà la storia del film".

## Discografia

### Album in studio
- 2006 - Who Needs Actions When You Got Words
- 2010 - The Defamation of Strickland Banks
- 2012 - Ill Manors

### EP
- 2006 - Live at The Pet Cemetery EP
- 2006 - Remixes
- 2007 - Time 4 Plan B

### Singoli
- 2005 - Kidz / Dead and Buried
- 2005 - Sick 2 Def / No Good
- 2006 - Mama (Loves a Crackhead)
- 2007 - No Good (re-release)
- 2010 - Stay Too Long
- 2010 - She Said
- 2010 - Prayin'
- 2010 - The recluse
- 2010 - Love goes down
- 2011 - Writing's on the Wall

## Filmografia

### Attore
- Adulthood, regia di Noel Clarke (2008)
- Harry Brown, regia di Daniel Barber (2009)
- 4.3.2.1., regia di Noel Clarke e Mark Davis (2010)
- The Sweeney, regia di Nick Love (2012)

### Regista
- Ill Manors (2012)

## Doppiatori italiani
- Alessio Ward in The Sweeney

## Tour
- 2006-2007 Who Needs Actions When You Got Words Tour
- 2010-2011 The Defamation of Strickland Banks Tour
- 2012-2013 Ill Manors Tour (Grindhouse Tour)

## Riconoscimenti
- 2011 - "Miglior cantante maschile britannico" ai Brit Award.